# Baśniowy świat 6
Baśniowy świat 6 (O smoku, który nie chciał walczyć; Mickey i Czarodziejska Fasolka), ang. Walt Disney’s Fables vol. 6: The Reluctant Dragon / Mickey and the Beanstalk, 2004 – amerykański film familijny, animowany. Film przedstawia dwie klasyczne bajki Disneya: O smoku, który nie chciał walczyć oraz Mickey i Czarodziejska Fasolka.

## Wersja polska
Opracowanie wersji polskiej: Start International Polska

Reżyseria: Joanna Wizmur

Dialogi polskie: Joanna Serafińska

Teksty piosenek: Marek Robaczewski

Kierownictwo muzyczne: Marek Klimczuk

Wystąpili:
- Jarosław Boberek – Kaczor Donald
- Krzysztof Tyniec – Goofy
- Kacper Kuszewski – Myszka Miki
- Zbigniew Konopka – Willie
- Olga Bończyk – Magiczna Harfa
- Ryszard Nawrocki –  Profesor von Drake
- Monika Błachnio – Herman
- Aleksander Mikołajczak – Smok
- Wojciech Machnicki – Sir Giles
- Kajetan Lewandowski – Chłopiec